# سوئیچ فوت
سوئیچ فوت (به انگلیسی: Switchfoot) یک گروه راک آمریکایی است که در سال ۱۹۹۶ در ایالت کالیفرنیا بنیان گذاشته شد.
اعضای گروه را جاون فورمن (خواننده، گیتاریست) و تیم فورمن (گیتار بیس) و چد باتلر (درام، پرکاشن) و جروم فونتامیلاس (گیتاریست، کیبورد) و درو شرلی (گیتاریست) تشکیل می دهند. پس از موفقیت در صحنه کریستین راک، چهار عدد از آثار سوئیچ فوت در فیلم پیاده روی به یادماندنی سال ۲۰۰۲ بکار گرفته شدند. آلبوم The Beautiful Letdown آن‌ها در سال ۲۰۰۳ منتشر شد که موفقیت‌های جهانی بسیاری را برای گروه در پی داشت، که از دل آن دوتا از برترین ترانه‌های گروه استخراج می شد که بیش از ۲.۶ میلیون نسخه کپی از آن فروش رفت.
همچنین گروه با انتشار آلبوم Hello Hurricane خود توانست یک جایزه گرمی را در سال ۲۰۱۱ در کارنامه افتخاراتش ثبت کند.

## آلبوم‌ها

### آلبوم های استودیویی[۱]
- The Legend of Chin - ۱۹۹۷
- New Way to Be Human - ۱۹۹۹
- Learning To Breathe - ۲۰۰۰
- The Beautiful Letdown - ۲۰۰۳
- Nothing is Sound - ۲۰۰۵
- Oh! Gravity! - ۲۰۰۶
- Hello Hurricane - ۲۰۰۹
- Vise Verses - ۲۰۱۱
- ۲۰۱۹-Native Tongue